# 烏若沃湖
58°33′24″N 28°27′04″E / 58.55667°N 28.45111°E
烏若沃湖（俄语：Ужово），是俄羅斯的湖泊，位於該國西北部，由普斯科夫州負責管轄，處於普柳薩區，面積0.9平方公里，集水區面積2.67平方公里，平均水深3米，最大水深8米。